# Aloyzas Kveinys
Aloyzas Kveinys (Vilnius, 9 de julio de 1962 - 26 de julio de 2018)  fue un ajedrecista lituano que en 1992 obtuvo el título de Gran Maestre.
En el Ranking de la FIDE de febrero de 2016, tenía un Elo de 2524 puntos, cosa que le hacía el número 4 de Lituania. Su máximo Elo fue de 2565 puntos, en la lista del julio de 2004.

## Resultados destacados en competición
Kveinys fue cuatro veces campeón de Lituania: en 1983 (empatado con Eduardas Rozentalis), 1986, 2001 (empatado con Šarunas Šulskis) y 2008.
En junio de 2015 fue segundo en el torneo round-robin de Riga, por detrás de Ottomar Ladva.

### Participación en olimpíadas de ajedrez
Kveinys participó, representando a Lituania, en ocho Olimpiadas de ajedrez entre 1992 y 2008 (dos ocasiones como Primer tablero), con un resultado de (+29 =45 –23), por un 53,1% de la puntuación. Su mejor resultado fue en las Olímpiadas de 2006 al puntuar 8 de 12 (+4 =8 -0), con el 66,7% de la puntuación, con una performance de 2588.